# Verdiana Masanja
 Verdiana Masanja (* 12. Oktober 1954 in Bukoba, Tansania) ist eine tansanische Mathematikerin, Physikerin und Hochschullehrerin, die sich auf Fluiddynamik spezialisiert hat. Sie ist die erste tansanische Frau, die in Mathematik promoviert hat.

## Leben und Werk
Masanja besuchte die Nyakabungo-Grundschule in Mwanza, danach die Chopre Secondary School und die Jangwani High School in Daressalam. 1976 schloss sie ihr Studium mit einem Bachelor in Mathematik und Physik ab, studierte dann an der University of Dar es Salaam, während sie gleichzeitig Dozentin an der Universität wurde. 1981 erhielt sie einen Master of Science in Mathematik und studierte für einen zweiten Master-Abschluss in Physik an der Technischen Universität Berlin. 1986 promovierte sie hier bei Wolfgang Muschik zum Dr.-Ing. mit der Dissertation: A Numerical Study of a Reiner-Rivlin Fluid in an Axi-Symmetrical Circular Pipe. Nach ihrer Rückkehr aus Deutschland wurde sie Professorin an der University of Dar es Salaam und blieb bis 2010 an der Fakultät der Universität. 2007 wurde sie Professorin an der Université nationale du Rwanda und wurde zum Forschungsdirektor der Universität sowie zum stellvertretenden Vizekanzler und Senior Advisor der Universität von Kibungo  in Ruanda ernannt. 2018 kehrte sie als Professorin für angewandte und rechnergestützte Mathematik am Nelson Mandela Afrikanischen Institut für Wissenschaft und Technologie in Arusha nach Tansania zurück. Von 2003 bis 2015 war sie Gastprofessorin an der Technischen Universität Lappeenranta,  Finnland und von 2017 bis 2019 an der Busitema University in Tororo, Uganda. 2011 erhielt sie von der University of Dar es Salaam den Golden Outstanding Award für ihre Beiträge zum Lehren und Lernen von Mathematik in Tansania. Sie war Sekretärin der Kommission für Frauen in Mathematik in Afrika, Vizepräsidentin für Ostafrika im Exekutivkomitee der Afrikanischen Mathematischen Union, Vorsitzende des Tansania Education Network und nationale Koordinatorin für Frauenbildung in Mathematik in Afrika. Sie ist Mutter von 4 Kindern.